# When Love Takes Over
When love takes over is een nummer van de Franse dj David Guetta en r&b-zangeres Kelly Rowland. Het werd op 21 april 2009 uitgebracht als leadsingle van Guetta's vierde studioalbum One love, dat op 25 augustus 2009 gepresenteerd werd. In Nederland is het voor Rowland haar grootste hit tot nu toe.

## Tracklist
iTunes Digitale Download
1. "When Love Takes Over" (feat. Kelly Rowland) — 03:09
2. "When Love Takes Over [Electro Radio Edit]" (feat. Kelly Rowland) — 03:02
3. "When Love Takes Over [Laidback Luke Remix]" (feat. Kelly Rowland) — 06:08
4. "When Love Takes Over [Norman Doray & Arno Cost Remix]" (feat. Kelly Rowland) — 07:12
5. "When Love Takes Over [Albin Myers Remix]" (feat. Kelly Rowland) — 08:29
6. "When Love Takes Over [Abel Ramos Paris With Love Remix]" (feat. Kelly Rowland) — 08:14
7. "When Love Takes Over [Electro Extended]" (feat. Kelly Rowland) — 08:20

## Hitnoteringen

### Nederlandse Top 40
| Hitnotering: 16-05-2009 t/m 10-10-2009 | Hitnotering: 16-05-2009 t/m 10-10-2009 | Hitnotering: 16-05-2009 t/m 10-10-2009 | Hitnotering: 16-05-2009 t/m 10-10-2009 | Hitnotering: 16-05-2009 t/m 10-10-2009 | Hitnotering: 16-05-2009 t/m 10-10-2009 | Hitnotering: 16-05-2009 t/m 10-10-2009 | Hitnotering: 16-05-2009 t/m 10-10-2009 | Hitnotering: 16-05-2009 t/m 10-10-2009 | Hitnotering: 16-05-2009 t/m 10-10-2009 | Hitnotering: 16-05-2009 t/m 10-10-2009 | Hitnotering: 16-05-2009 t/m 10-10-2009 | Hitnotering: 16-05-2009 t/m 10-10-2009 |
| Week:                                  | 1                                      | 2                                      | 3                                      | 4                                      | 5                                      | 6                                      | 7                                      | 8                                      | 9                                      | 10                                     | 11                                     | 12                                     |
| -------------------------------------- | -------------------------------------- | -------------------------------------- | -------------------------------------- | -------------------------------------- | -------------------------------------- | -------------------------------------- | -------------------------------------- | -------------------------------------- | -------------------------------------- | -------------------------------------- | -------------------------------------- | -------------------------------------- |
| Positie:                               | 26                                     | 17                                     | 14                                     | 13                                     | 4                                      | 4                                      | 4                                      | 2                                      | 2                                      | 2                                      | 2                                      | 2                                      |
| Week:                                  | 13                                     | 14                                     | 15                                     | 16                                     | 17                                     | 18                                     | 19                                     | 20                                     | 21                                     | 22                                     |                                        |                                        |
| Positie:                               | 3                                      | 3                                      | 3                                      | 3                                      | 4                                      | 7                                      | 12                                     | 15                                     | 24                                     | 36                                     | uit                                    |                                        |

### NederlandseSingle Top 100
| Hitnotering: 09-05-2009 t/m 14-11-2009 | Hitnotering: 09-05-2009 t/m 14-11-2009 | Hitnotering: 09-05-2009 t/m 14-11-2009 | Hitnotering: 09-05-2009 t/m 14-11-2009 | Hitnotering: 09-05-2009 t/m 14-11-2009 | Hitnotering: 09-05-2009 t/m 14-11-2009 | Hitnotering: 09-05-2009 t/m 14-11-2009 | Hitnotering: 09-05-2009 t/m 14-11-2009 | Hitnotering: 09-05-2009 t/m 14-11-2009 | Hitnotering: 09-05-2009 t/m 14-11-2009 | Hitnotering: 09-05-2009 t/m 14-11-2009 | Hitnotering: 09-05-2009 t/m 14-11-2009 | Hitnotering: 09-05-2009 t/m 14-11-2009 | Hitnotering: 09-05-2009 t/m 14-11-2009 | Hitnotering: 09-05-2009 t/m 14-11-2009 | Hitnotering: 09-05-2009 t/m 14-11-2009 |
| Week:                                  | 1                                      | 2                                      | 3                                      | 4                                      | 5                                      | 6                                      | 7                                      | 8                                      | 9                                      | 10                                     | 11                                     | 12                                     | 13                                     | 14                                     | 15                                     |
| -------------------------------------- | -------------------------------------- | -------------------------------------- | -------------------------------------- | -------------------------------------- | -------------------------------------- | -------------------------------------- | -------------------------------------- | -------------------------------------- | -------------------------------------- | -------------------------------------- | -------------------------------------- | -------------------------------------- | -------------------------------------- | -------------------------------------- | -------------------------------------- |
| Positie:                               | 27                                     | 19                                     | 20                                     | 24                                     | 14                                     | 12                                     | 8                                      | 6                                      | 19                                     | 6                                      | 5                                      | 9                                      | 10                                     | 12                                     | 11                                     |
| Week:                                  | 16                                     | 17                                     | 18                                     | 19                                     | 20                                     | 21                                     | 22                                     | 23                                     | 24                                     | 25                                     | 26                                     | 27                                     | 28                                     |                                        |                                        |
| Positie:                               | 5                                      | 6                                      | 21                                     | 26                                     | 30                                     | 43                                     | 40                                     | 46                                     | 43                                     | 54                                     | 61                                     | 66                                     | 80                                     | uit                                    |                                        |

### VlaamseUltratop 50
| Positie: | 22 | 6  | 5  | 6  | 4  | 4  | 2  | 2  | 7  | 3  | 5  | 6   |
| Week:    | 13 | 14 | 15 | 16 | 17 | 18 | 19 | 20 | 21 | 22 | 23 |     |
| Positie: | 8  | 10 | 17 | 17 | 23 | 32 | 38 | 42 | 35 | 42 | 48 | uit |

### NPO Radio 2 Top 2000
When Love Takes Over stond alleen in 2014 in de NPO Radio 2 Top 2000, op plek 1879.

## Iris Kroes
In de vijfde liveshow van het tweede seizoen van The voice of Holland zong Iris Kroes op 6 januari 2012 het nummer When love takes over. Na de uitzending was het nummer meteen verkrijgbaar als muziekdownload. Nadat Kroes de talentenshow won kwam het nummer een week later op nummer 100 binnen in de Nederlandse Single Top 100.

### Hitnotering

#### NederlandseSingle Top 100
| Hitnotering: 28-01-2012 | Hitnotering: 28-01-2012 | Hitnotering: 28-01-2012 |
| Week:                   | 1                       |                         |
| ----------------------- | ----------------------- | ----------------------- |
| Positie:                | 100                     | uit                     |